# Bosenbach
Bosenbach là một xã thuộc huyện Kusel, bang Rheinland-Pfalz, phía tây nước Đức. Xã Bosenbach có diện tích 8,16 km², dân số thời điểm ngày 31 tháng 12 năm 2006 là 832 người.